# Малиновка (Яйский район)
Малиновка — деревня в Яйском районе Кемеровской области России. Входит в состав Кайлинского сельского поселения.

## География
Деревня находится в северной части области, на левом берегу реки Китат (приток Яи), на расстоянии примерно 21 километра (по прямой) к западу-северо-западу (WNW) от районного центра посёлка городского типа Яя. Абсолютная высота — 147 метров над уровнем моря.
Часовой пояс
Деревня Малиновка, как и вся Кемеровская область, находится в часовой зоне МСК+4. Смещение применяемого времени относительно UTC составляет +7:00.

## История
Населённый пункт был основан в 1908 году. По данным 1926 года имелось 87 хозяйств и проживало 496 человек (в основном — русские). Функционировала школа I ступени.
В административном отношении посёлок Малиновка входил в состав Данковского сельсовета Судженского района Томского округа Сибирского края.

## Население
| 2010 |
| ---- |
| 41   |

Половой состав
По данным Всероссийской переписи населения 2010 года в гендерной структуре населения мужчины составляли 48,8 %, женщины — соответственно 51,2 %.
Национальный состав
Согласно результатам переписи 2002 года, в национальной структуре населения русские составляли 100 % из 61 чел.

## Улицы
Уличная сеть деревни состоит из двух улиц.